# Borgloon
Borgloon (limburgisch Loeën) ist eine ehemalige Gemeinde und Stadt in der belgischen Provinz Limburg. Sie hat 11.580 Einwohner (Stand: 1. Januar 2024) und eine Fläche von  51,12 km². Borgloon liegt südlich der Provinzhauptstadt Hasselt. Zum 1. Januar 2025 erfolgte die Fusion der Gemeinden von Borgloon und Tongern zu Tongeren-Borgloon.

## Ortschaften
Die Gemeinde Borgloon bestand aus folgenden Ortschaften: Borgloon selbst, Bommershoven, Broekom, Gors-Opleeuw, Gotem, Groot-Loon, Hendrieken, Hoepertingen, Jesseren, Kerniel, Kuttekoven, Rijkel und Voort.

## Geschichte
Die erste urkundliche Erwähnung des Ortes entstammt dem Jahr 1078. Borgloon war die Hauptstadt der Grafschaft Loon.

## Sehenswertes
- Die Kunstinstallation Reading Between the Lines wurde 2011 bei Borgloon errichtet und soll zu Diskussionen über die Rolle der Kirche anregen. Die Bauform der Installation ist an eine örtliche Kirche angelehnt und wird durch horizontale Stahlplatten, die durch kleine Stahlsäulen voneinander getrennt werden, erzeugt. In Abhängigkeit des Blickwinkels erscheint die Installation aufgrund der besonderen Bauweise massiv oder transparent.
- Das Kasteel van Rullingen ist ein Wasserschloss in Kuttekoven, einem Ortsteil von Borgloon. Die Grundmauern und das Kellergewölbe des Schlosses gehen auf ein mittelalterliches Kastell zurück. Die heutige Gestalt erhielt das Schloss im Laufe der Jahrhunderte durch verschiedene Baumaßnahmen.

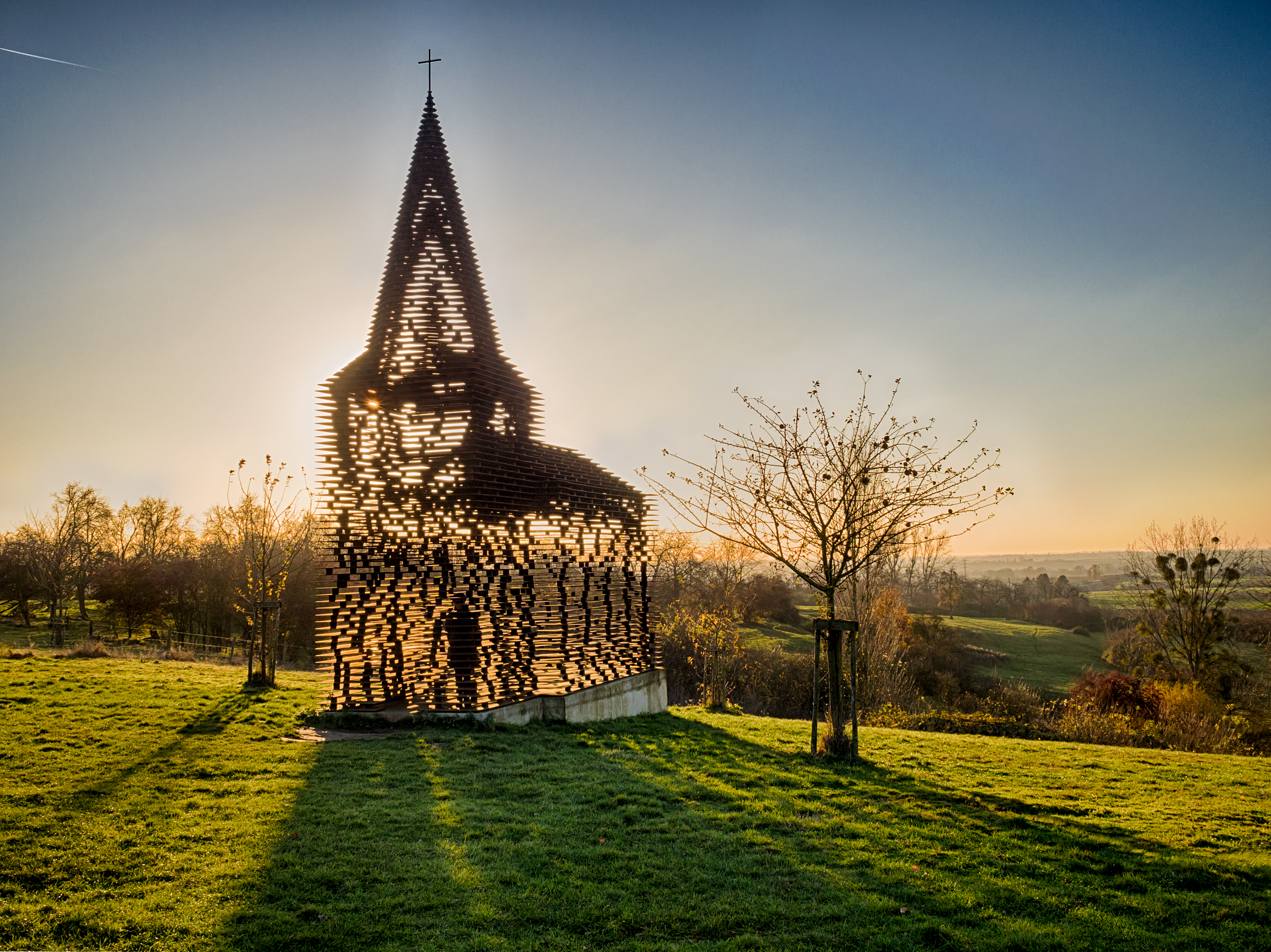
Kunstinstallation Reading between the Lines
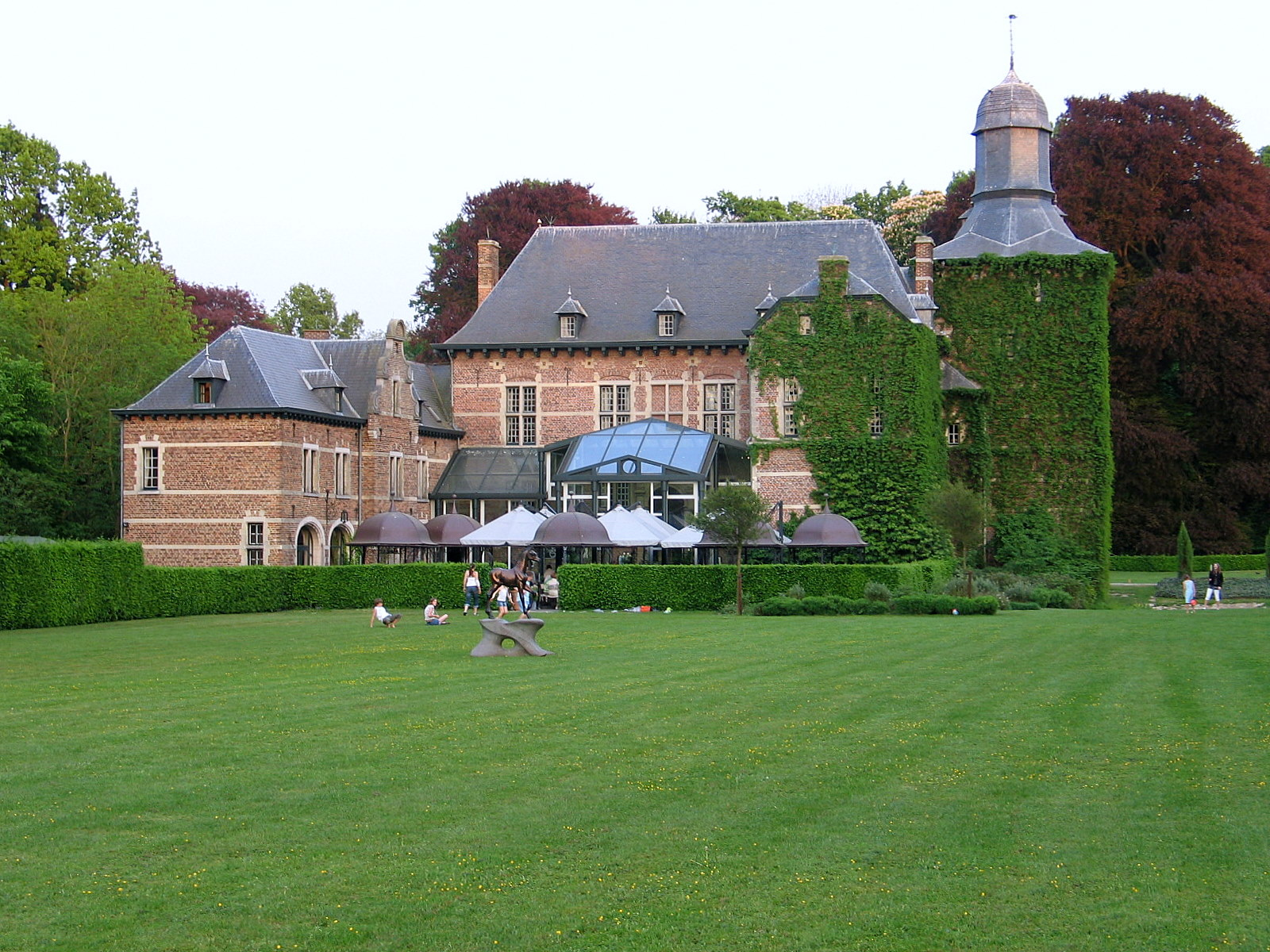
Kasteel van Rullingen in Kuttekoven

## Berühmte Töchter und Söhne der Stadt
- Johann Lonaeus van den Bosch (Johannes Lonäus Boscius) (1514–1585): Mediziner und Rhetorikprofessor in Ingolstadt